# Annalisa Buffa
Annalisa Buffa (14 de fevereiro de 1973) é uma matemática italiana, especialista em análise numérica e Equações diferenciais parciais.
Em 2014 foi palestrante convidada (Invited Speaker) no Congresso Internacional de Matemáticos em Seul com a palestra Spline differential forms.